# Cuerva (boisson)
Pour les articles homonymes, voir Cuerva.

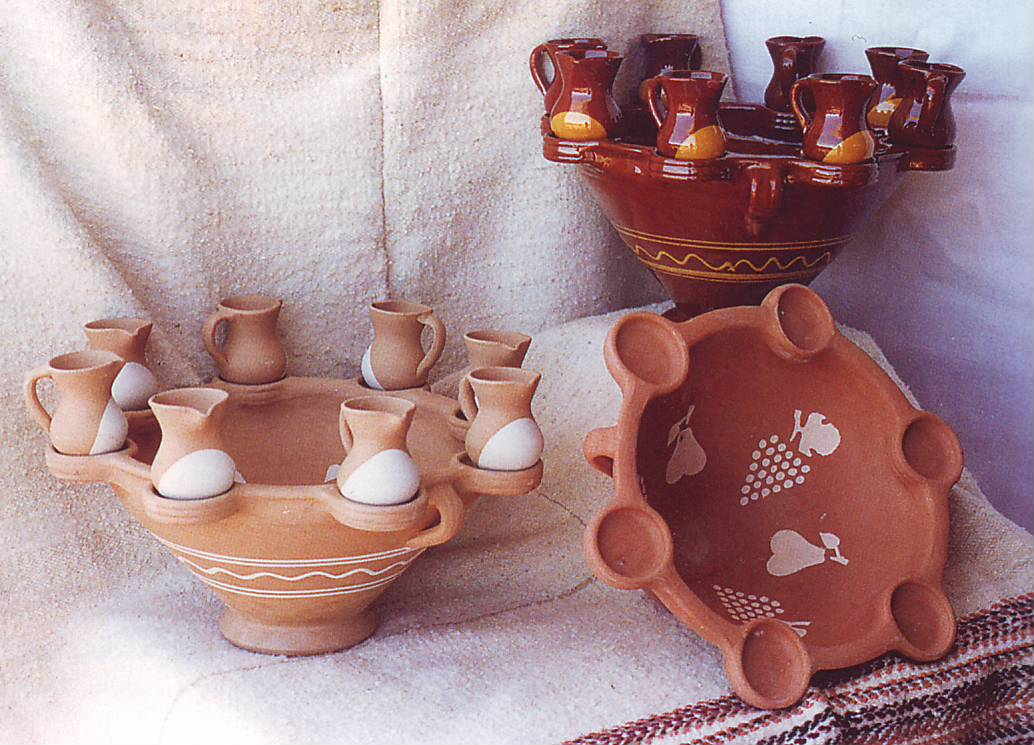
Ancien instrument en céramique pour servire le vin ,généralement lors de fête et cérémonie

La cuerva est une boisson à base de vin et de citron, similaire à la sangria et à la zurra. Typique dans les régions d'Albacete, Murcie, Grenade, Cuenca, Almeria et Jaén, très populaire lors des baptêmes, mariages, rassemblements et fêtes traditionnelles.

## Production
Comme le reste des sangrias, la cuerva est élaborée avec du vin, du citron, du sucre et des fruits de saison, en gros : poires, pêches, bananes, pommes, oranges, abricots... Sa préparation et son assaisonnement varient non seulement selon la localité mais aussi selon la personne qui le prépare, tous ont leur « truc ».
La tradition incluait dans le rite cérémonial de la consommation de la cuerva une série de toasts initiés par le potier qui a fabriqué la cuervera.

## Présentation et origine
Il est généralement présenté à la consommation dans un récipient appelé cuervera, qui est accompagné d'une louche et de tacicas, cruches ou verres, bien qu'autrefois une grande bassine suffisait. Son origine remonte à l'époque romaine.